# Charles Hermite

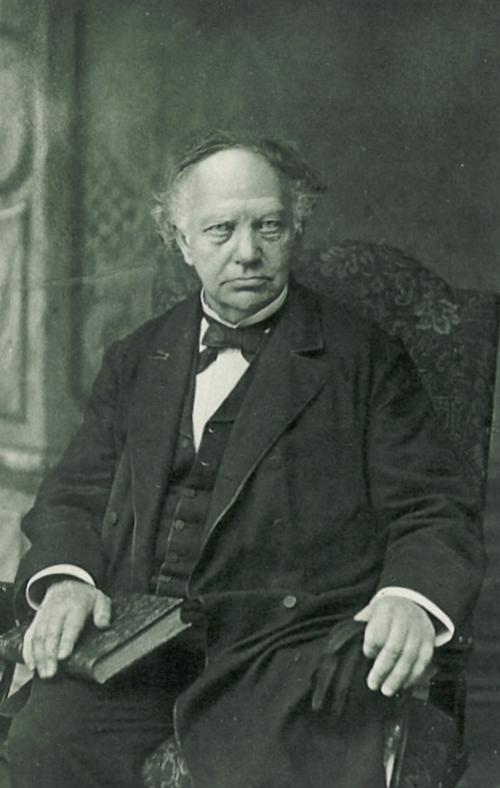
Charles Hermite in 1887

Charles Hermite (24 december 1822 – 14 januari 1901) was een Franse wiskundige die onderzoek deed in de getaltheorie, kwadratische vormen, orthogonale veeltermen, elliptische functies en algebra. De Hermite-polynomen, de Hermite-normaalvorm, Hermitische matrices en Hermitische operatoren zijn naar hem vernoemd.
Hij was de eerste die bewees dat e, de basis van de natuurlijke logaritme, een transcendent getal is. Zijn methodes werden later gebruikt door Carl Louis Ferdinand von Lindemann (1852 - 1939) voor het bewijs van zijn gevierde stelling dat π een transcendent getal is.